# Emily Clapham
Emily Clapham, född 1857, död 1952, var en brittisk modeskapare, känd som "Madame Clapham".
Hon är känd som designer av damkläder under sen viktorianska och edvardiansk tid. Hon öppnade sin första butik i Kingston upon Hull år 1887, och expanderade till att under den edvardianska eran (1901–1910) vara en av de mer populära modeskaparna i Storbritannien, med Maud av Storbritannien bland sina kunder. 
Hennes framgång minskade genom moderevolutionen efter första världskriget, då modet blev enklare och det blev accepterat för alla 
samhällsklasser att köpa konfektion. 